# Comori ale muzicii românești – Maria Tănase, anii '30–'40

Comori ale muzicii românești – Maria Tănase, anii '30–'40 este un album al cântăreței de muzică populară Maria Tănase. Acompaniază formațiile instrumentale conduse de Costică Tandin (1, 5, 10, 16), Mitică Mâță (2, 4, 8, 9, 12, 19, 20), Ilie Rădulescu din Pitești (6, 7, 13, 14, 15, 17, 18) și Costică Vraciu din Gorj (3, 11).

## Detalii ale albumului
- Genre: Folk, World, & Country
- Style: Folklore
- Limbi: Romana
- Casa de discuri: Electrecord
- Catalog #: EDC 1023
- Format: CD, Compilation, Digisleeve
- Data Lansari: august 2011
- Durata albumului: (64'40")

## Lista pieselor
- 01. Fir-ai să fii măi băiete (Foaie verde trei rozete) - 1940
- 02. Ursitoare, ursitoare (Of, zac) - 1936
- 03. M-am jurat de mii de ori - 1936
- 04. Pe soseaua din Cepari (Jandarmul) - 1936
- 05. Ia uite-o, zău! - 1940
- 06. Cand o fi la moartea mea
- 07. Mărioară de la Gorj (Lung îi drumul Gorjului) - 1938
- 08. Am ibovnic la Mizil - 1938
- 09. Nunta țigănească (Harry Brauner - Bebe Altmann) - 1936
- 10. Am iubit și-am să iubesc - 1940
- 11. Cine iubește și lasă - 1936
- 12. Să știi fă, ca te-am iubit (I-auzi lele popa toacă) - 1936
- 13. Iarna grea, muierea rea - 1938
- 14. Cine-a fost odată-n Gorj (Foaie verde de trei boji) - 1938
- 15. Dadă, frică mi-e că mor ca mâine - 1938
- 16. Se stergea mândra pe frunte - 1940
- 17. Na guriță și te du (Uite dealul, uite via) - 1938
- 18. Lița-i albă peste tot (Bun îi vinul ghiurghiuliu) - 1938
- 19. Geaba mai mă duc acasă - 1936
- 20. Leliță cârciumăreasă - 1936